# Lissocraspeda
Lissocraspeda là một chi bướm đêm thuộc họ Geometridae.

## Các loài
- Lissocraspeda bicorne
- Lissocraspeda eremoea
- Lissocraspeda pygmaea
- Lissocraspeda thrasyschema